# کوکی هارادا
کوکی هارادا (ژاپنی: 原田 虹輝؛ زادهٔ ۶ اوت ۲۰۰۰) یک بازیکن فوتبال اهل ژاپن است.
از باشگاه‌هایی که در آن بازی کرده‌است می‌توان به باشگاه فوتبال کاوازاکی فرونتال و باشگاه فوتبال گاینار توتوری اشاره کرد.